# Demokratiska partiets primärval 2016
Demokratiska partiets primärval 2016 hålls i USA:s 50 delstater, District of Columbia och andra amerikanska territorier för att utse Demokratiska partiets kandidat till Presidentvalet i USA 2016. Även amerikanska medborgare som vistas utomlands får delta i valet. Valen hålls 1 februari – 14 juni. Barack Obama har haft presidentämbete under två mandatperioder och är därmed inte tillgänglig för omval enligt rotationsprincipen.

## Bakgrund
Veckorna efter att Barack Obama återvaldes som president i valet 2012 började media spekulera om potentiella kandidater för Demokraterna inför valet 2016. Spekulationerna gällde i första hand att Hillary Clinton, dåvarande utrikesminister, skulle ställa upp igen i valet 2016. Clinton hade tidigare arbetat som senator (2001–2009) och var USA:s USA:s första dam 1993–2001.
På partiets liberala vänsterkant höjdes röster för en mer progressiv kandidat för att utmana Hillary Clinton. Elizabeth Warren, senator i Massachusetts, blev snabbt hyllad av vänsterfalangen och uppmanades genom en kampanj att kandidera, trots att hon flera gånger själv avböjt.
Den partilösa senatorn Bernie Sanders meddelade sin kandidatur 30 april 2015. Han framstod under sommaren och hösten 2015 allt mer som den största utmanaren till Hillary Clinton. Detta har förstärkts ytterligare under våren och sommaren 2016. Sanders har en stark gräsrotsrörelse i ryggen och framförallt stöd av många unga.

## Primärval i delstaterna

Figuren visar i vilka månader primärval hålls i respektive område. Supertisdagen infaller den 1 mars.

### Februari
| Datum       | Stat/territorium | Clinton | Sanders |
| ----------- | ---------------- | ------- | ------- |
| 1 februari  | Iowa             | 49,9%   | 49,6%   |
| 9 februari  | New Hampshire    | 38,0%   | 60,4%   |
| 20 februari | Nevada           | 52,6%   | 47,3%   |
| 27 februari | South Carolina   | 73,5%   | 26,0%   |

I det första primärvalet i Iowa vann Hillary Clinton en mycket knapp seger över Bernie Sanders. Därefter vann Sanders med överraskande bred marginal i New Hampshire.

### 1 mars 2016: Supertisdagen
| State/territory | Clinton | Sanders |
| --------------- | ------- | ------- |
| Alabama         | 77,8%   | 19,2%   |
| American Samoa  | 68,4%   | 25,7%   |
| Arkansas        | 66,3%   | 29,7%   |
| Colorado        | 40,4%   | 59,0%   |
| Georgia         | 71,3%   | 28,2%   |
| Massachusetts   | 50,1%   | 48,7%   |
| Minnesota       | 38,3%   | 61,7%   |
| Oklahoma        | 41,5%   | 51,9%   |
| Tennessee       | 66,1%   | 32,4%   |
| Texas           | 65,2%   | 33,2%   |
| Vermont         | 13,6%   | 86,1%   |
| Virginia        | 64,3%   | 35,2%   |

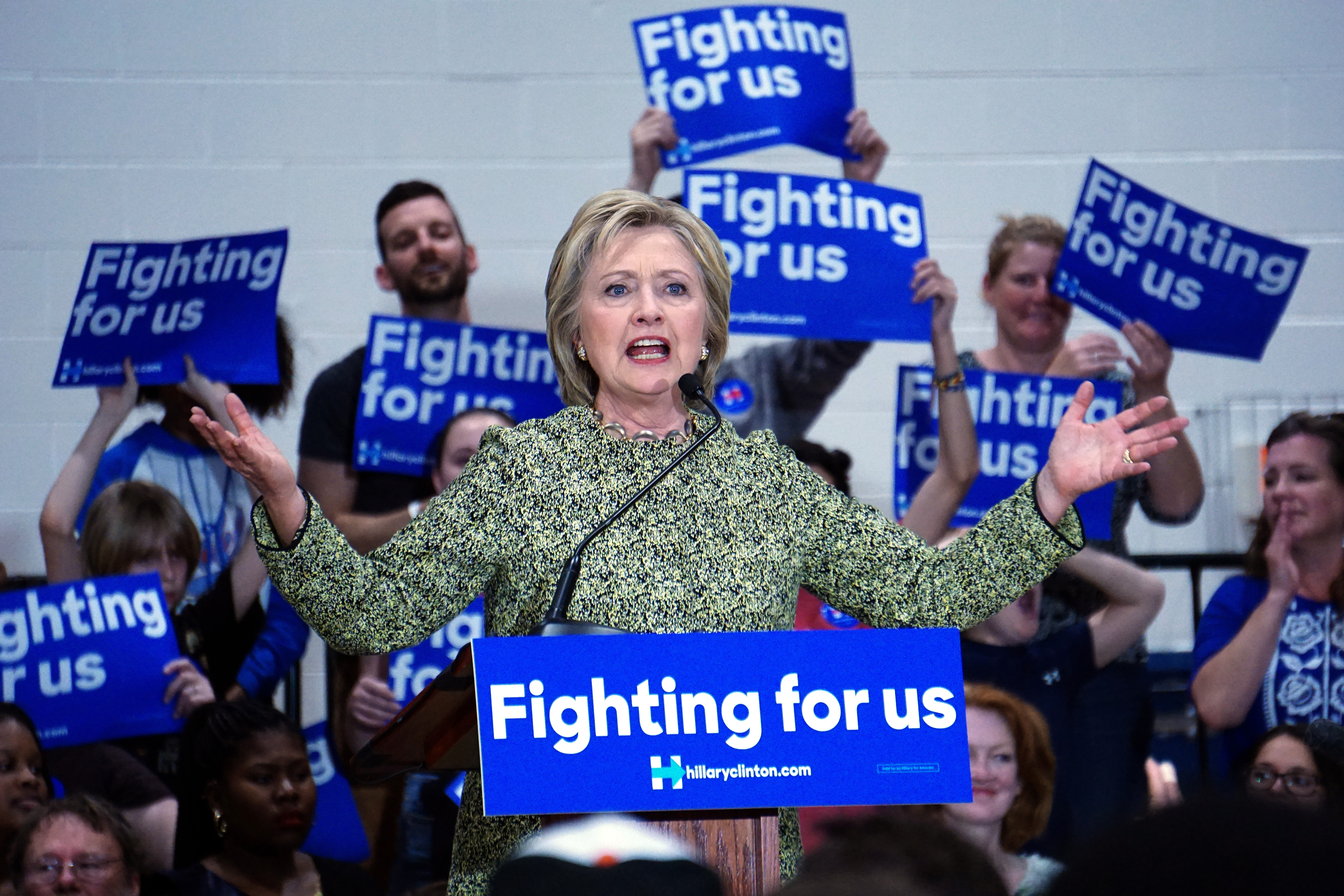
Hillary Clinton under ett tal i mars 2016.

Den första mars, på Supertisdagen, hölls demokratiska primärval i elva stater plus Amerikanska Samoa. 865 delegater stod på spel. Clinton vann i åtta av dessa primärval och Sanders i fyra. Mest övertygande blev Clintons seger i Alabama där hon fick 77,8 procent av rösterna mot Sanders 19,2 procent. Sanders största seger kom i hemstaten Vermont där han nådde 86,1 procent.

### Mitten till slutet av april
| Delstat  | Clinton | Sanders |
| -------- | ------- | ------- |
| New York | 58,0%   | 42,0%   |

Den 19 april 2016 vann Clinton i sin hemstat New York med 16 procents marginal. Clinton noterade 58 procent mot Sanders 42 procent. Sanders fick stort stöd i delstatens glesbygd och bland yngre väljare. Clinton fick höga siffror i alla andra åldersgrupper, bland icke-vita och i New York. Clinton fick 139 delegater och Sanders 108. Den 26 april hölls primärval i fem stater i nordost. Clinton vann i Delaware, Maryland, Pennsylvania och Connecticut, medan Sanders vann i Rhode Island. Totalt fick Clinton 218 delegater och Sanders 166.

### Maj
Efter en storsatsning, bland annat med TV-reklam, vann Clinton en knapp seger i Kentucky. Marginalen blev dock endast en halv procent. För det fick hon en delegat. Samma dag vann Sanders sin första stat med sluten omröstning, Oregon, med 56 procent av rösterna. Genom denna vinst fick han nio delegater och höll sig därmed åtminstone teoretiskt fortfarande med i matchen.

## Kändisar som stödjer

### Bernie Sanders
Den Oscarsvinnande skådespelaren Susan Sarandon hör till de kändisar som gett sitt helhjärtade stöd till Sanders presidentkandidatur. Hon har även gjort ett flertal intervjuer där hon förklarar varför hon ser Sanders som USA:s hopp. Utöver Sarandon har  ett flertal andra kända amerikaner, inte minst musiker och entertainers, men också akademiker och företagare, gett sitt uttryckliga stöd. Däribland Belinda Carlisle, Steve Wozniak och bandmedlemmar från Red Hot Chili Peppers.

## Kampanjfinansiering
Översikt över kampanjmedel som de redovisades för Federal Election Commission (FEC) och släppt till allmänheten den 27 april 2016.
| Hillary Clinton                  | $180 158 371 | $151 186 999 | $28 971 420 | $967 006 | $76 248 476 | $ 1 746 350 | $44 502 125 | $182 933 349 | Aktiv           |
| Bernie Sanders                   | $182 182 143 | $164 667 159 | $17 460 961 | $0       | $604 465    | $677 433    | $-72 969    | $165 344 592 | Aktiv           |
| Martin O'Malley                  | $6 073 767   | $5 965 205   | $108 562    | $19 423  | $1 105 138  | $1 298 967  | $-193 829   | $7 264 172   | 1 februari 2016 |
| Lawrence Lessig                  | $1 196 753   | N/A          | N/A         | N/A      | $0          | $0          | $0          | N/A          | 2 november 2015 |
| Jim Webb                         | $764 992     | $558 151     | $206 842    | $0       | $27 092     | $31 930     | $-4 838     | $590 081     | 20 oktober 2015 |
| Lincoln Chafee                   | $418,136     | N/A          | N/A         | N/A      | N/A         | N/A         | N/A         | N/A          | 23 oktober 2015 |
| Aktiva kampanjer orangemarkerade |              |              |             |          |             |             |             |              |                 |

## Delegater
Diagrammen nedan visar utvecklingen avseende antal delegater som kandidaterna vunnit under primärvalen.